# スノスツカリ川
スノスツカリ川（グルジア語: სნოსწყალი、グルジア語ラテン翻字: Snostskali）は、ジョージアのムツヘタ＝ムティアネティ州カズベギ地区を流れる河川。テレク川の右支流である。ツカリ（წყალი）は古ジョージア語で「川」を意味しており、スノスツカリは「スノ」（სნო）の「川」（წყალი）を意味する。
全長はジュティスツカリ川とクヴェナムティスツカリ川の合流点からテレク川に至る27.3キロメートル。流域面積は256平方キロメートルで、平均流量は毎秒6.72立方メートルである。水源は海抜3,035メートルにあり、雨や雪解け水、地下水が主たる供給源である。春から夏の初頭にかけては水量が多くなり、冬は低水量である。
スノスツカリ川の流域には、上流から順にカルクチャ村、アハルツィヘ村、コセリ村、スノ村、そしてアチホティ村がある。

## 支流
- ジュティスツカリ川
- クヴェナムティスツカリ川
- アルツフモスツカリ川